# Racines (mini-série, 2016)
Racines (Roots) est une mini-série américaine en quatre parties d'environ 96 minutes chacune, réalisée par Mario Van Peebles et diffusée du 30 mai au 2 juin 2016 sur History. C'est un remake de la mini-série du même nom datant de 1977.
Elle a été produite avec un budget de 50 millions de dollars.
En France, la série est diffusée à partir du 4 janvier 2017 sur Numéro 23 ; et au Québec à partir du 18 janvier 2017 sur Historia, rediffusée dès le 12 avril 2017 à Séries+ et  rediffusée à nouveau le 14 juillet 2017 à RMC Story.

## Intrigue: épisode 1
Au XVIIIe siècle, Kunta Kinte (Malachi Kirby) est un guerrier mandingue de Juffure en Gambie, en Afrique de l'Ouest. La famille de Kunta est loyale envers le roi mandingue et résiste aux Européens. Toutefois, cela signifie que la famille Kinte est confrontée à un risque de représailles venant de la famille rivale, les Koro, qui fait le commerce d'esclaves africains avec les Anglais en échange d'armes à feu. Kunta est capturé par les Koros, qui le vendent, ainsi que d'autres membres de la famille Kinte, à des marchands d'esclaves blancs contre deux caisses de fusils. Malgré une tentative de mutinerie par les esclaves, il est transporté à travers l'Océan atlantique jusqu'à la Colonie de Virginie, où il est vendu à John Waller, qui détient une plantation de tabac. Kunta est renommé Toby, et confié à Fiddler (Forest Whitaker), un esclave musicien. Avec l'aide de Fiddler, Kunta fait une tentative d'évasion le jour de Noël, mais il est capturé et fouetté par le surveillant sans-pitié, Connelly, jusqu'à ce qu'il dise que son nom est Toby, pas Kunta Kinte (30 fois). Kunta se rend compte qu'il ne retournera pas chez lui, en Gambie. Fiddler soigne le dos ensanglanté de Kunta et lui dit de garder son vrai nom à l'intérieur, peu importe comment les hommes blancs l'appellent.

## Intrigue: épisode 2
10 ans plus tard, Kunta Kinte s'enfuit une nouvelle fois, lorsqu'il tombe sur la Cavalerie britannique qui lui dit d'aller à la frontière et de rejoindre d'autres esclaves en fuite qui se battent contre les Américains. Au lieu de cela, Kunta Kinte est trahi par l'armée britannique et s'enfuit de nouveau. Une fois de plus, Kunta est capturé et se fait couper les orteils sur un pied afin d'empêcher une nouvelle fuite. Une fois rétabli, il est ensuite vendu au Dr William Waller, le frère de John, qui l'emmène dans sa ferme, où il est soigné par Belle et Fiddler. Après sa guérison, Kunta travaille dans les champs jusqu'à ce que Belle arrive à convaincre Dr Waller d'en faire son chauffeur, et son dresseur de chevaux. Belle et Kunta se marient et ont une fille, qu'ils nomment Kizzy. Au fil des ans, Kizzy se lie d'amitié avec la fille de John Waller, Missy, qui lui apprend à lire et à écrire. Elles deviennent meilleures amies, pratiquement sœurs, jusqu'à ce que Kizzy tombe amoureuse d'un autre esclave, Noah, et tente de s'enfuir avec lui lors d'un ouragan. Cependant, Noah est traqué et tué, et comme Missy a avoué à son père et son oncle que Kizzy savait lire, la famille Waller vend cette dernière à Tom Lea, qui vient de Caroline du Nord. Tom Lea viole Kizzy et elle donne naissance à leur fils, George. Bouleversée à l'idée de perdre sa famille, Kizzy tente de se suicider, mais elle se rend compte que si elle le fait, elle va en perdre les valeurs qui lui ont été enseignées par Kunta. Kizzy est vue pour la dernière fois, tenant son bébé George et annonçant son arrivée dans le monde.

## Intrigue: épisode 3
10 ans plus tard, en 1816. Tom Lea prend le jeune George avec lui afin de le former sur la façon d'élever des poulets de combat. Alors que George est impatient de voir le monde, Kizzy s'inquiète à l'idée qu'il passe autant de temps loin d'elle. 12 années ont passé, George devient un talentueux éleveur et entraîneur de poulets, et fait gagner beaucoup d'argent à son maître. Il devient célèbre sous le nom de "Chicken George". Après avoir été insulté lors d'une fête, Lea engage un duel sanglant avec un autre esclavagiste. George lui sert de second, et Tom accepte qu'il épouse Matilda, la fille d'un esclave prédicateur qu'il courtisait. George et Matilda se marient et ont plusieurs enfants, dont l'aîné est prénommé Tom en hommage à leur maître. Son statut d'esclave de confiance est remis en question au cours de la rébellion menée par Nat Turner lorsque Lea, comme beaucoup d'autres blancs, commence à craindre que tous les esclaves ont peut-être l'intention de se soulever. En 1835, 4 ans après la naissance du 7e enfant de Georges et Matilda, Tom Lea et Georges partent à Charleston, pour participer à un autre combat de coqs, lors duquel Tom Lea fait un gros pari avec un gentleman britannique en visite. Lea promet que si George remporte le combat, il lui offrira sa liberté. George gagne, et il célèbre sa liberté retrouvée. Cependant, ils engagent un tour de plus contre l'Anglais et perdent. Lea n'a pas l'argent pour rembourser ses dettes et s'engage donc à céder George à l'homme, qui souhaite l'emmener en Angleterre afin d'élever ses coqs de combats. George proteste, mais il est emmené de force.

## Intrigue: épisode 4
1849, Hampshire (Angleterre), Georges a gagné quasiment tous ses combat depuis son arrivée en Angleterre. En 1860, 1 an avant la Guerre civile, après avoir réussi à rembourser la dette de Tom Lea, George revient en Amérique, son maître anglais lui ayant rendu sa liberté après de nombreuses années de service (20 ans). A la ferme de Tom Lea, il retrouve Miss Malizy qui lui annoncé le décès de Kizzy et lui montre sa tombe. Georges est effondré. Il veut repartir avec Miss Malizy, mais elle a le droit de rester ici car elle a assez travaillé et veut rester à côté de Kizzy. Elle lui apprend que Tom Lea est toujours en vie. Georges va le voir dans sa maison, mais Tom Lea ne le reconnaît pas. Sa femme l'a abandonnée. Georges lui dit qu'il sait qu'il est son père, mais ne le considère pas ainsi, que seul le sang de sa mère et de son grand-père coule dans ses veines. Il lui reproche de n'avoir tenu aucune de ses promesses, ni pour lui, ni pour sa famille. Georges le laisse seul et part à la recherche de Matilda et de sa famille que Tom Lea a vendu et appartiennent désormais à un nouveau maître, Benjamin Murray, dans le Comté d'Alamance en Caroline du Nord. Murray permet à George de rester avec sa femme sur la plantation, au grand désespoir de son fils sécessionniste Frederick Murray, qui est fiancé à Nancy Holt. Tom, le fils de George est maintenant un forgeron talentueux et un membre apprécié de la plantation Murray. Tom reproche à son père de les avoir abandonnés et ne veut au départ rien avoir à faire avec lui. Lorsque la guerre éclate, Nancy révèle à Tom qu'elle est une espionne de l'Union, et elle tente de le recruter pour l'aider. Il refuse, mais quand Frédéric et ses amis violent sa compagne, Tom décide de les aider. Leurs plans échouent et Nancy et son esclave Jérusalem sont découverts comme espions et exécutés.
Pendant ce temps, George et un autre homme noir du nom de Cyrus rejoignent l'Armée de l'Union. Ils participent à la Bataille de Fort Pillow, et assistent horrifiés au massacre des soldats noirs qui se sont rendus. George et Cyrus se font poursuivre par des Confédérés en embuscade. Cyrus arrive à la plantation Murray. Tom part à la recherche de son père, Georges, qui s'était arrêté pour aider un révérend, pour le ramener à la plantation. Il le retrouve grâce à "l'ombre" de Kunta Kinte. Tous les esclaves ont été libérés par le XIIIe amendement. Lorsque Frederick les menace, George ouvre le feu sur lui et le tue. George, Cyrus, Tom, Matilda et le reste de leur famille prennent la route pour le Tennessee afin de commencer une nouvelle vie.

## Distribution
| 3 épisodes - Malachi Kirby (VF : Eilias Changuel) : Kunta Kinte / Toby (épisodes 1, 2 et 4) - Laurence Fishburne (VF : Paul Borne) : Alex Haley (narrateur) (épisode 1, 2 et 4) - Forest Whitaker (VF : Emmanuel Jacomy) : Henry (Fiddler), alias « Le Violoneux » (épisodes 1, 2 et 4) - Jonathan Rhys-Meyers (VF : Axel Kiener) : Tom Lea (épisodes 2, 3 et 4) 2 épisodes - James Purefoy (VF : Bruno Choël) : John Waller (épisodes 1 et 2) - Katie McGuinness (VF : Barbara Delsol) : Elizabeth Waller (épisodes 1 et 2) - Matthew Goode (VF : Bertrand Nadler) : Dr William Waller (épisodes 1 et 2) - Tony Curran (VF : Jean-François Vlérick) : Connelly (épisodes 1 et 2) - Derek Luke (VF : Jean-Baptiste Anoumon) : Silla Ba Dibba (épisodes 1 et 4) - Nokuthula Ledwaba (VF : Annie Milon) : Binta Kinte (épisodes 1 et 4) - Emayatzy Corinealdi (VF : Sybille Tureau) : Belle (épisodes 2 et 4) - Anika Noni Rose : Kizzy adulte (épisodes 3 et 4) - Regé-Jean Page (VF : Namakan Koné) : Georges « Chicken » George (épisodes 3 et 4) - Erica Tazel (VF : Fily Keita) : Matilda (épisodes 3 et 4) - Adam Fergus (VF : Jérémy Prévost) : Sir Eric Russell (épisodes 3 et 4) - Carol Sutton (VF : Maïk Darah) : Miss Malizy (épisodes 3 et 4) - Shannon Lucio (VF : Aurore Bonjour) : Patricia Lea (épisodes 2 et 3) | 1 épisode - Simona Brown (VF : Zina Khakhoulia) : Jinna (épisode 1) - Denise Milfort : Mlle Ellen (épisode 1) - Genevieve Hannelius : Melissa-Catherine « Missy » Waller (épisode 2) - Dylan Kenin (VF : Boris Rehlinger) : Spaulding (épisode 2) - Mandela Van Peebles : Noah (épisode 2) - Emyri Crutchfield (VF : Marie Tirmont) : Kizzy adolescente (épisode 2) - Saniyya Sidney : Kizzy à 6 ans (épisode 2) - James Moses Black (VF : Lionel Henry) : Benjamin Lyon (épisode 3) - Chad Coleman (VF : Bernard Métraux) : Mingo (épisode 3) - Brett Rice (en) (VF : Richard Leblond) : William Byrd (épisode 3) - Anna Paquin (VF : Chloé Berthier) : Nancy Holt (épisode 4) - T.I. (VF : Mohad Sanou) : Cyrus (épisode 4) - Carlacia Grant (VF : Dorothée Pousséo) : Irene (épisode 4) - Mekhi Phifer (VF : Thierry Desroses) : Jerusalem (épisode 4) - Sam Malone : Ashford (épisode 4) - Terence Rosemore (VF : Pascal Vilmen) : Orly (épisode 4) - Lane Garrison (VF : Loïc Houdré) : Frederick Murray (épisode 4) - Sedale Threatt Jr. (VF : Diouc Koma) : Tom (épisode 4) |

- Version française
  - Société de doublage : Imagine[4]
  - Direction artistique : Virginie Ledieu[4]

 Source et légende : version française (VF) sur RS Doublage

## Production
La chaîne History a commandé un remake de la mini-série après l'acquisition des droits du fils de David L. Wolper, Mark Wolper, et d'Alex Haley. La nouvelle mini-série, d'une durée de huit heures, avec Mark Wolper en tant que producteur exécutif, donne un point de vue contemporain sur le roman de Haley ainsi que sur la série originale. En avril 2015, il a été annoncé qu'en plus de la chaîne History, la mini-série serait diffusé sur Lifetime et A&E. Will Packer, Marc Toberoff et Mark Wolper le produisent aux côtés de Lawrence Konner et Mark Rosenthal. LeVar Burton, star de la série d'origine, et Korin Huggins sont coproducteurs.
Le 11 février 2016, une bande-annonce pour le remake de Racines a été diffusée et Paul Buccieri, président de A&E et de la chaîne History, a annoncé que la série événement de 8 heures, prévue en quatre soirées, débuterait le jour du Memorial Day le 30 mai 2016. La distribution comprend Forest Whitaker (Fiddler), Anna Paquin (Nancy Holt), Lane Garrison (Frederick Murray), Jonathan Rhys-Meyers (Tom Lea), Anika Noni Rose (Kizzy), Pointe Harris (Cyrus), Emayatzy Corinealdi (Belle), Matthew Goode, (Dr William Waller), Mekhi Phifer (Jérusalem), James Purefoy (John Waller), et présente Regé-Jean Page (Chicken George) et Malachi Kirby (Kunta Kinte), ainsi que l'actrice Sud-Africaine Nokuthula Ledwaba (Binta Kinte - la mère de Kunta) et Laurence Fishburne (Alex Haley).

## Diffusion et distribution
Au Canada, en plus de l'accessibilité à la chaîne américaine A&E, la série sera diffusée sur CraveTV à l'automne 2016, car les chaînes canadiennes History ou Lifetime n'ont pas acquis les droits,.

## Critique
Racines a reçu un excellent accueil de la critique, avec l'éloge du jeu des acteurs, malgré le manque de fidélité à l'original. Sur Rotten Tomatoes, la série a une cote de 97 %, basée sur 36 avis, avec une note moyenne de 8,6/10. Le site écrit, « Une forte -- et toujours pertinente -- mise à jour sur une chaîne de télévision classique, Racines bénéficie de performances remarquables, d'une profonde émotion, et parfois d'une bouleversante beauté. » Sur Metacritic la série dispose d'un score de 83 sur 100, basé sur 33 critiques, et indique « succès universel ».

## Audience

### France
| Épisode | Date            | Téléspectateurs | PDM   | Ref    |
| ------- | --------------- | --------------- | ----- | ------ |
| 1       | 4 janvier 2017  | 332 000         | 1,3 % | [ 13 ] |
| 2       | 11 janvier 2017 | 284 000         | 1,2 % | [ 14 ] |
| 3       | 18 janvier 2017 | 310 000         | 1,3 % | [ 15 ] |
| 4       | 25 janvier 2017 | 321 000         | 1,3 % | [ 16 ] |